# خیره کننده (بخش)
خیره کننده (به لاتین: Mampikony District) یک بخش‌های ماداگاسکار در ماداگاسکار است که در سوفیا (ماداگاسکار) واقع شده‌است. خیره کننده ۴٬۶۱۱ کیلومتر مربع مساحت و ۸۴٬۳۷۵ نفر جمعیت دارد.